# Требушет

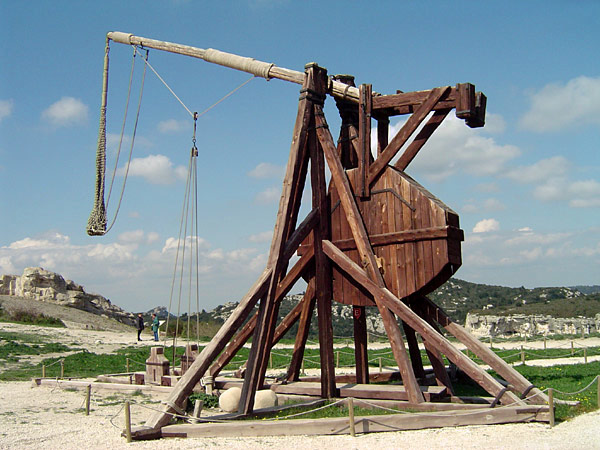
Требушет около замка Ле-Бо во Франции (реконструкция)

Принцип действия

Требуше́т, также требюше (от фр. trébuchet — «(рычажные) весы с коромыслом») — средневековая метательная машина гравитационного действия для осады городов.
На Руси подобные камнемёты вместе с катапультами и баллистами назывались по́роками. В советской военно-исторической науке использовалось другое именование данного вида осадных машин — фрондибо́ла (фр. frondibale, от fronde — «праща» и др.-греч. βάλλω, ballō — «бросаю», «мечу»). Однако этот термин редко использовался в Средние века, практически не встречается в современной западной литературе и под влиянием этого вытеснился из употребления термином «требушет» («требюше»).

## Общие сведения

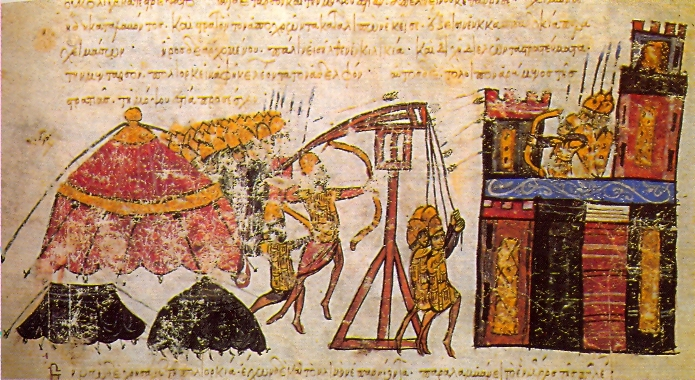
Византийский осадный камнемёт. Миниатюра Мадридского списка «Хроники» Иоанна Скилицы. XII в.

Первые сведения о метательной машине, похожей по принципу действия на требушет, встречаются в Китае в V веке до н. э. в трудах древнекитайского философа Мо Ди, однако нельзя сказать с уверенностью, что описанная им конструкция воспроизводит классический требушет.

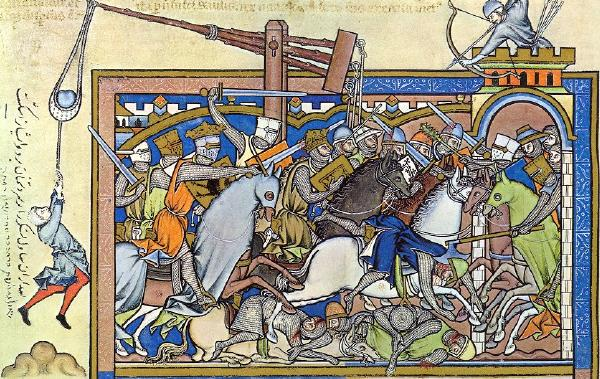
Перрьер — ручной требушет с тяговыми верёвками. Миниатюра из «Библии Мациевского». Около 1250 г.

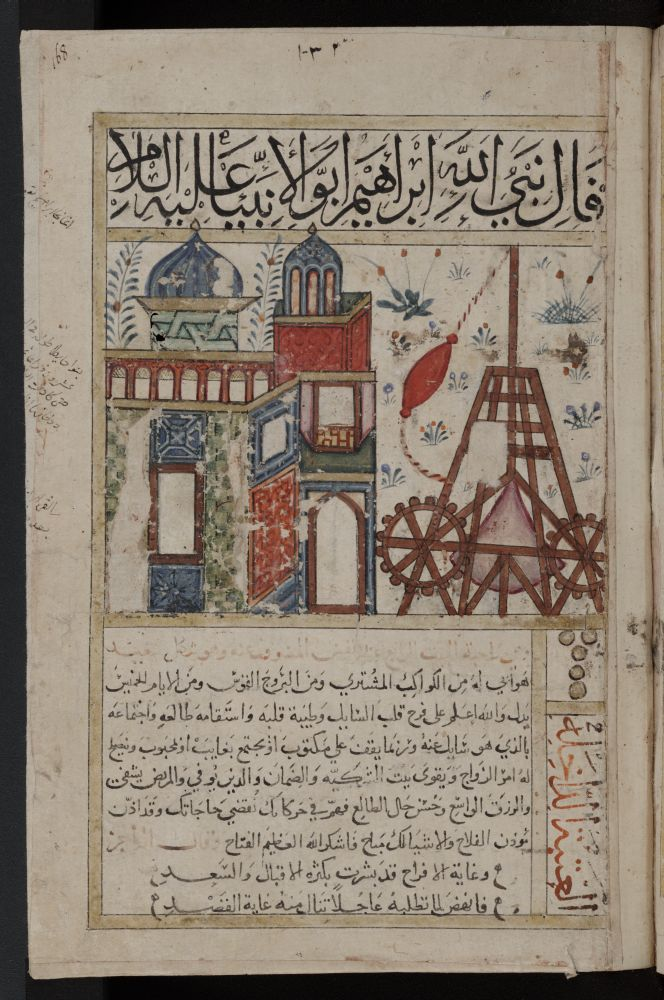
Осада города. Миниатюра арабской рукописи «Китаб-аль-булхан», кон. XIV в.

Остаётся неизвестным, когда требушеты появились в Европе. Первое известное упоминание о прототипе требушета содержит сочинение архиепископа фессалоникийского Иоанна «Чудеса святого Димитрия», составленное в 610—620 годах. Согласно историческим документам, начиная с 499 года, авары (обры русских летописей и жужани китайских хроник) в союзе со славянами вторгались и поселялись в Греции и в 580-х годах Византия потеряла контроль почти над всем полуостровом. В течение VI—VII веков авары и славяне несколько раз осаждали византийский город Фессалоники. По свидетельству архиепископа Иоанна, при осаде города в 597 году (или 596) применялись передвижные осадные башни (гелеполы), «бараны» (тараны), камнемёты («огромнейшие», по словам Иоанна) и «черепахи». Нападавшие за сутки к утру 25 сентября изготовили на месте от 50 до 150 коромысловых камнемётов (по́роки), которые, уходя, бросили, не считая особой ценностью. Вся эта военная техника, судя по всему, представляла собой заимствования из арсенала китайской полиоркетики, вероятно — через посредство тюрок или народов Средней Азии, благо простые тяговые требюше по своей сложности были вполне доступны для повторения даже степнякам-жужаням.

Они были четырёхугольными, широкими в основании и суживающимися к верхушке, на которой имелись очень массивные цилиндры, окованные по краям железом, к которым были пригвождены бревна, подобные балкам большого дома, имевшие подвешенные сзади пращи, а спереди — прочные канаты, с помощью которых, натянув их разом по сигналу книзу, запускали пращи… А четырёхугольные камнемёты они оградили досками только с трёх сторон, чтобы те, кто находился внутри, не были ранены стрелами со стены.
— Архиепископ фессалоникийский Иоанн «Чудеса святого Димитрия»

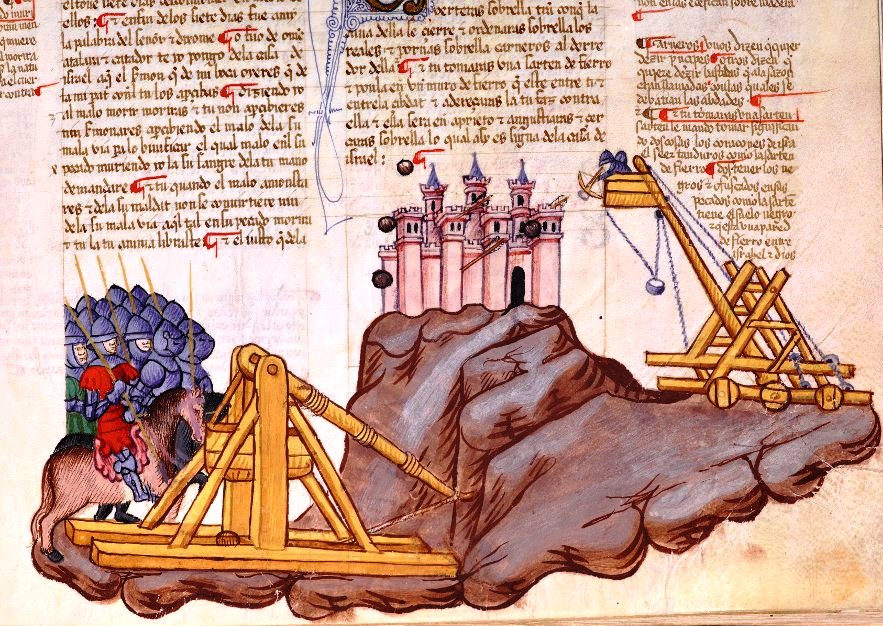
Осада Акры Иудой Маккавеем. Миниатюра из Библии Альбы, 1430 г.

Механизированная праща могла кидать 
«камни и большие, и многочисленные, так что ни земля не могла выносить их попаданий, ни человеческие сооружения».
 Византийцев, к тому времени уже имевших на вооружении баллисты (скорее всего — уже станковые арбалеты, а не средневековые торсионные машины) и камнемёты-онагры, удивило простое, но достаточно эффективное метательное оружие варваров, которое, видимо, и было заимствовано ими. Существует и другая гипотеза, объясняющее появление тяговых требюше китайского типа в Византии трансляцией через оседлые цивилизации Средней Азии, в пользу чего говорят изображения из дворца в Пенджикенте (VII—VIII века н. э.), машины на которых практически аналогичны китайским. Вероятно даже и обратное направление заимствования — аварами и славянами у византийцев, к примеру, перебежчиков, о чём упоминает современник императора Маврикия (конец VI века н. э.) историк Феофилакт Симокатта.

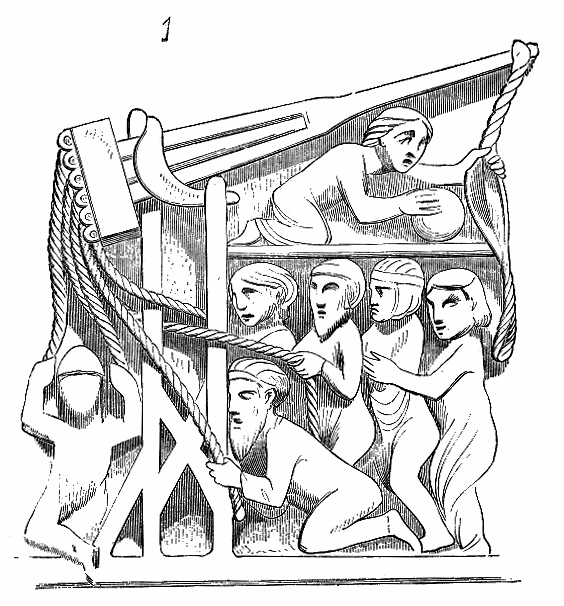
Изображение перрьера на барельефе церкви Сен-Назер в Каркасоне, Франция (XIII век)

Подобный прообраз требушета иногда называют французским словом perrière, то есть, «камнемёт», что является калькой со среднегреческого термина «петрария». В перьере мускульная энергия обслуги преобразуется с помощью рычага и пращи в кинетическую энергию снаряда. Одним из предшественников требушета называют фустибал, известный с IV века. В арабо-персидских источниках с VIII века аналогичное же камнемётное орудие упоминается обычно под именем манджаник — также калька со среднегреческого «манганон» / «манганикон». Арабский писатель IX века Аль-Джахиз в своём трактате «О достоинствах тюрков» приписывает изобретение манджаник грекам. В 709 году при осаде арабами Дайбула (совр. Карачи в Пакистане) была установлена манджаник, названная ал-Арус («невеста»). Ал-Арус обслуживалась расчётом из 500 человек, но это скорее исключение, так как обычно верёвки тянуло от нескольких десятков до сотни человек. На том же принципе работали средневековые китайские камнемёты.

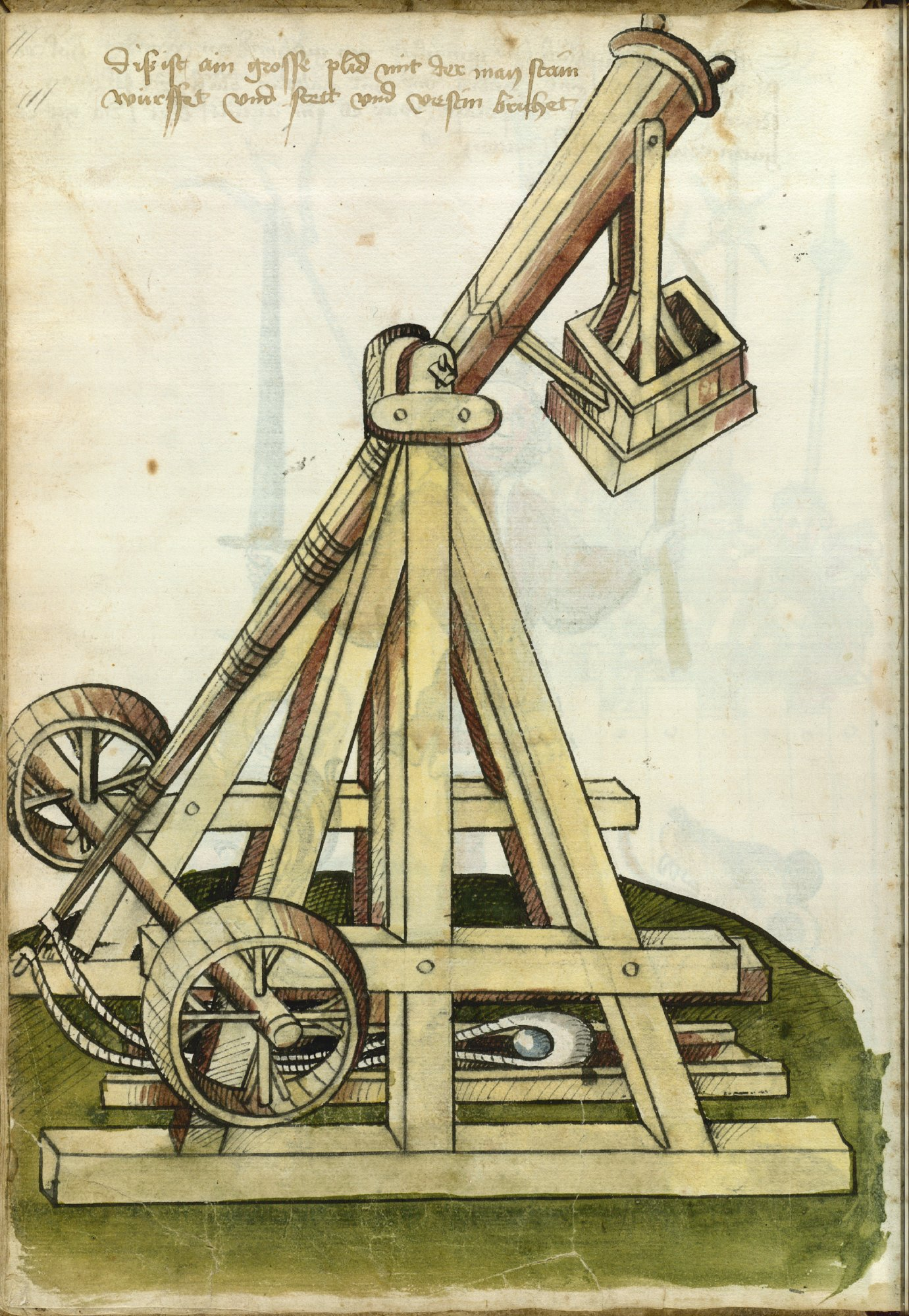
Тяжёлый осадный требушет. Рис. Михеля Ротвилера из фехтовального трактата Ханса Тальхоффера (1459)

Первые упоминания об использовании осадных машин при штурме европейских городов сделаны ещё в IX веке, вероятно, с этого времени враждующие стороны применяют примитивные приспособления типа перрьеров для перебрасывания камней. По опыту современных французских любительских реконструкций такой перрьер, обслуживаемый командой в 8—16 человек, способен метать камни весом 3—12 кг на 40—60 м с частотой 1 выстрел в минуту.
Мощные требушеты, способные разбивать стены городов, были дальнейшим развитием петронеллы / перрьера и появились, судя по всему, в Византии, откуда были переняты западными европейцами и арабами. В них сначала помимо, а затем и вместо многочисленной обслуги, дёргающей за верёвки, стал использоваться многотонный груз-противовес, что позволило существенно увеличить дальнобойность и массу метаемых снарядов, приведя к качественному скачку в боевой эффективности новых метательных машин.
Впоследствии техническая мысль византийцев пришла в упадок, однако с общим развитием культуры и науки в Западной Европе, последовавшим за глубоким упадком науки и культуры после краха античной эпохи, в конструкцию требушета стали вноситься многочисленные изменения, улучшаться пропорции, повышаться эффективность. С XII века тяжёлые требушеты широко используются в феодальных войнах, будучи вплоть до конца XIII века эффективным стенобитным средством, в то время, как более лёгкие и скорострельные машины продолжали использоваться в качестве противопехотных или для разрушения неукреплённых зданий и сооружений.
К началу XIV века появление новых типов фортификационных сооружений существенно снизило эффективность обстрела долговременных укреплений из требушетов, что наглядно продемонстрировал боевой опыт Столетней войны. Начиная с 1340-х годов и вплоть до появления пороховой стенобитной артиллерии основным способом взятия крепостей стала осада. Тем не менее, более лёгкие метательные машины сохраняли свою боевую ценность даже какое-то время после появления огнестрельного оружия.
В 1521 году Кортес в сражении с ацтеками из-за дефицита пороха приказал построить требушет для метания камней весом приблизительно в 11 кг. Эта попытка оказалась неудачной — по разным сообщениям, либо выпущенные из него камни падали совсем недалеко, или один из них полетел вертикально вверх и уничтожил саму машину, после чего Кортес приказал её разобрать.
В 1850 году по приказу Наполеона III капитан Фаве изготовил требушет с длиной рычага в 10,3 м и противовесом 4,5 т, из которого 1,5 т было жёстко привязано к рычагу, а 3 т нагружено в подвижный ящик. Длина пращи составляла 5 м. Перед тем, как разрушиться, требушет произвёл 5 выстрелов. Пушечное ядро массой в 11 кг улетело на 175 м. Мешок с песком диаметром в 32 см (примерно 30—35 кг) улетел на 120 м.

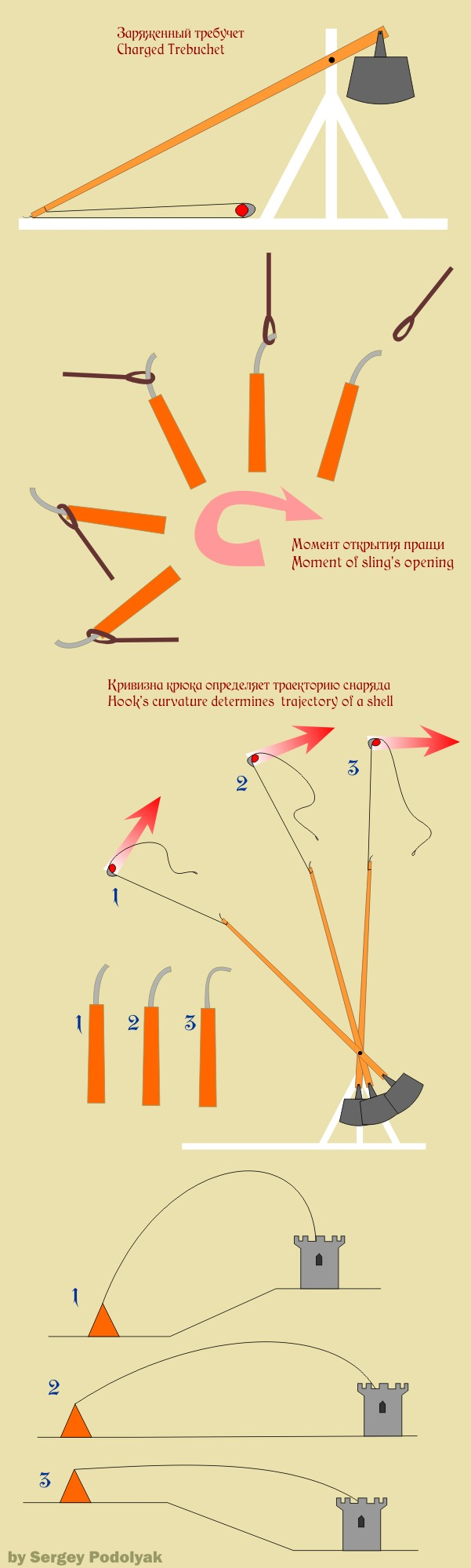
Схема работы требушета

В июне 2024 года сообщалось, что требушет был применён израильскими резервистами  на границе с Ливаном, чтобы помешать «Хезболле» делать засады.

## Принцип действия

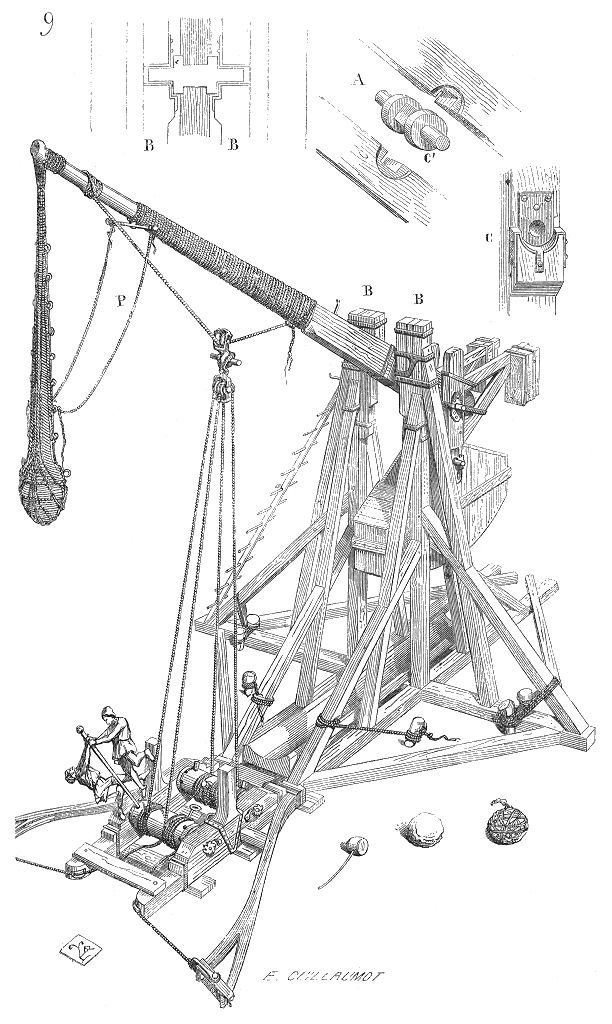
Рисунок требушета с противовесом

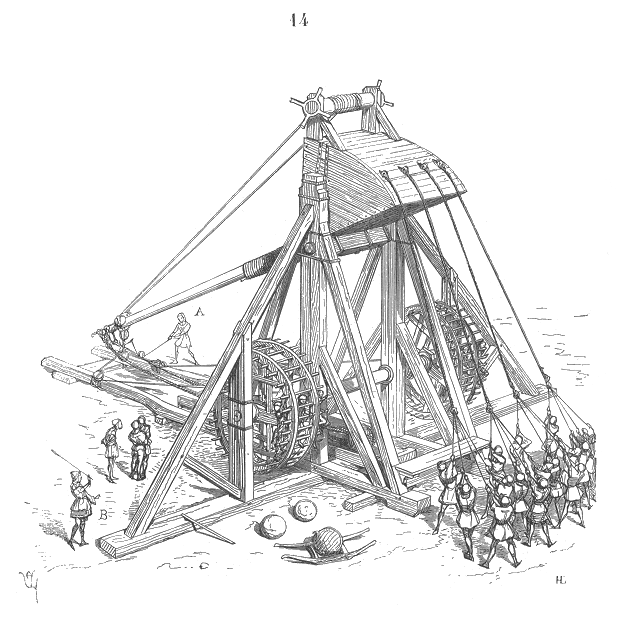
Гибридный требушет с противовесом и тяговыми верёвками. Готовность к выстрелу

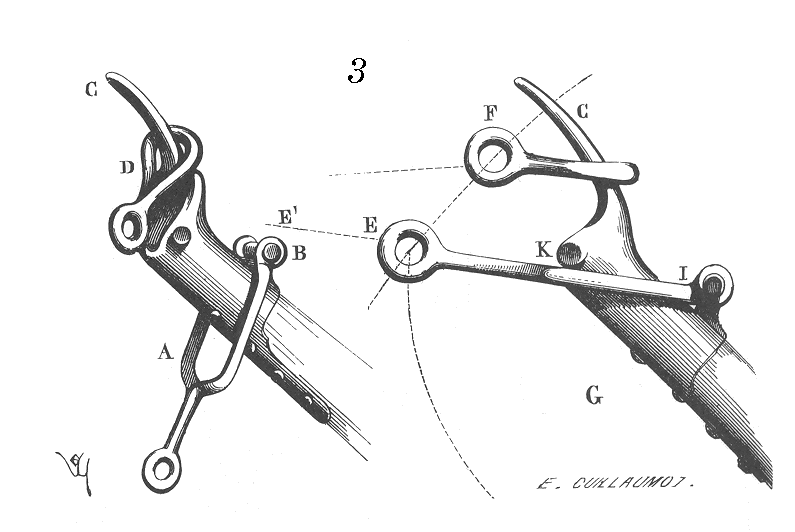
Рисунок механизма раскрытия пращи

Требушет — гравитационная метательная машина (баробаллиста). Принцип его действия основан на использовании энергии падающего груза большой массы, закреплённого на коротком конце рычага. При этом длинный конец рычага разгоняет пращу со снарядом до большой скорости. Принцип действия простой, и для изготовления требушета необходима артель квалифицированных плотников, древесина подходящих размеров и знание относительно простой механики, что позволило требушетам вытеснить технически более сложные баллисты.
У простых требушетов тяжёлый противовес закреплён на рычаге и движется, соответственно, по дуге. У более технически совершенных машин груз подвешен на рычагах и падает вертикально вниз, более эффективно передавая снаряду гравитационную потенциальную энергию. Длина короткого и длинного метательного рычага по отношению к точке опоры должны соотноситься как 1:6, общая длина рычага определяется прочностью древесины и составляет около 10—13 м. Рычаг делался как из цельного дерева, так и из двух сложенных брусьев, скреплённых железными обручами.
Отличительной особенностью является механизм автоматического раскрытия пращи требушета, когда происходит выстрел и снаряд начинает самостоятельное перемещение. Длинный рычаг требушета соединён с двумя верёвками пращи: один конец постоянно привязан к рычагу, второй в виде петли накидывается на конец рычага, на котором устроен крюк. Во время выстрела, когда праща набрала скорость, а перекладина с противовесом, проделав основной путь, начинает замедляться, концы пращи начинают скользить вокруг длинного конца с крюком, пока один из концов не соскакивает с крюка, вследствие чего праща раскрывается. Кривизна крюка и его длина определяют момент освобождения снаряда и, соответственно, траекторию его полёта. Стреляющие могли корректировать дистанцию стрельбы и крутизну траектории (для стрельбы с горы, в гору, по прямой) с помощью специальных колец, укорачивающих крюк, либо заменяя сам крюк.
После выстрела взвод требушета осуществлялся обслугой, которая с помощью лебёдки притягивала верёвками длинный конец рычага вниз. Стрелять требушет мог всем, что помещалось в верёвочное «седло» («гнездо», «пяту») пращи: от каменных ядер и горшков с нефтью до отрубленных голов и живых людей. Вопреки расхожей легенде, ни требушет, ни иные метательные машины использовать коров в качестве снаряда не могли из-за превышения нагрузки.

## Реконструкции требушетов
- В 1989 году датские исследователи под эгидой центра Middelaldercentret[дат.] построили и испытали требушет. Машина метала ядра массой в 15 кг на расстояние 160—180 м и укладывала их в площадку 5×5 м, при неизменных условиях стрельбы. При этом использовался противовес в 2 т. Данный требушет метнул ядро массой в 47 кг на 85 м. Middelaldercentret построил также требушет массой почти в 21 т (из которых 15 т противовеса), рассчитанный на 300-килограммовые снаряды, но о реальных испытаниях сведений нет.
- В Шотландии (замок Керлаверок) построен требушет с 12-метровым рычагом и противовесом в 6 т. Заявлено, что машина бросает камни массой в 100 кг на 140 м, но неизвестно, проводились ли реальные стрельбы.

Самый большой требушет в России, «Красный Слон», он же «Элефант», с рычагом 8.5 метров и противовесом около 2 тонн, был построен для фестиваля «Времена и Эпохи» в 2017 году. Проектировал и сооружал его цехмейстер краснодарского отделения военно-исторического клуба «Берн» Владимир Радомский со своей командой.
Стрельбы проводились с 1 по 11 июня 2017 года в парке, напротив Симонова монастыря (метро Автозаводская). Помимо требушета «Красный Слон» применялись катапульта, баллиста и ещё один требушет — «Святая Матильда Вестфальская» (рычаг 5.5 метров, противовес 0.5 тонн, является разборной конструкцией, построен в 2012 году). Все эти осадные машины обслуживались командой в составе почти 30 человек из нескольких военно-исторических клубов России (Москва, Подмосковье, Санкт-Петербург, Елец, Самара, Краснодар).